# Anatomia upadku 2
Anatomia upadku 2 – śledczy film dokumentalny z 2014 w reżyserii Anity Gargas dotyczący katastrofy smoleńskiej.
Film stanowi kontynuację produkcji Anatomia upadku z 2012. Został wyprodukowany w lutym 2014.
Premierowy pokaz filmu odbył się 31 marca 2014 w kinie „Wisła” w Warszawie. Jest dystrybuowany wraz z wydaniem tygodnika „Gazeta Polska” z 2 kwietnia 2014.
Przy tworzeniu filmu współpracowali także: Rafał Dzięciołowski, Miron Chomacki (animacje, projekt graficzny okładki), Kamil Sajewicz, Grzegorz Gutkowski, Jacek Liziniewicz Olga Alehno (tłumaczenie) i Anita Czerwińska (kierownictwo produkcji), Robert Samot, Marcin Stefaniak (lektorzy).
W filmie wypowiadają się por. Artur Wosztyl, Piotr Pszczółkowski (pełnomocnik prawny ofiar katastrofy), Dariusz Fedorowicz (brat Aleksandra Fedorowicza), Magdalena Merta (wdowa po Tomaszu Mercie), płk Andrzej Kowalski (były p.o. szefa SKW), Antoni Macierewicz, Siergiej Antufjew (były gubernator obwodu smoleńskiego), Andriej Jewsiejenko (były rzecznik gubernatora obwodu smoleńskiego), Glenn A. Jørgensen, dr inż. Wacław Berczyński, Aleksiej Sfil, mec. Maria Szonert-Binienda.
9 kwietnia 2014 film wyemitowała stacja Telewizja Republika, a 10 kwietnia 2014 kanał TV Puls.